# Diócesis de Isiro-Niangara
La diócesis de Isiro-Niangara (en latín: Dioecesis Isirensis-Niangaraënsis y en francés: Diocèse de Isiro-Niangara) es una circunscripción eclesiástica de la Iglesia católica en la República Democrática del Congo. Se trata de una diócesis latina, sufragánea de la arquidiócesis de Kisangani. Desde el 1 de febrero de 2003 su obispo es Julien Andavo Mbia.

## Territorio y organización
La diócesis tiene 60 000 km² y extiende su jurisdicción sobre los fieles católicos de rito latino residentes en la parte centro meridional de la provincia de Alto Uele y una porción menor de la provincia de Bajo Uele.
La sede de la diócesis se encuentra en la ciudad de Isiro, en donde se halla la Catedral de Santa Teresa del Niño Jesús.
En 2021 en la diócesis existían 24 parroquias.

## Historia
La prefectura apostólica de Uéllé Oriental fue erigida el 18 de diciembre de 1911 con el decreto Quo uberior de la Congregación de Propaganda Fide, obteniendo su territorio de la prefectura apostólica de Uéllé (hoy diócesis de Buta).
El 6 de mayo de 1924 la prefectura apostólica fue elevada a vicariato apostólico con el breve Quo uberiores del papa Pío XI.
El 14 de diciembre de 1926 asumió el nombre de vicariato apostólico de Niangara en virtud del breve Cum ex Apostolico del papa Pío XI.
El 24 de febrero de 1958 cedió una parte de su territorio para la erección de la prefectura apostólica de Doruma (hoy diócesis de Doruma-Dungu) mediante la bula Qui cotidie del papa Pío XII.
El 10 de noviembre de 1959 el vicariato apostólico fue elevado a diócesis con la bula Cum parvulum del papa Juan XXIII.
El 23 de marzo de 1970 asumió su nombre actual por decreto Cum Excellentissimus de la Congregación para la Evangelización de los Pueblos.

## Estadísticas
Según el Anuario Pontificio 2022 la diócesis tenía a fines de 2021 un total de 958 255 fieles bautizados.
| Año                                                                             | Población            | Población | Población      | Sacerdotes | Sacerdotes    | Sacerdotes    | Bautizados por sacerdote | Diáconos permanentes | Religiosos | Religiosos | Parroquias |
| Año                                                                             | Bautizados católicos | Total     | % de católicos | Total      | Clero secular | Clero regular | Bautizados por sacerdote | Diáconos permanentes | Varones    | Mujeres    | Parroquias |
| ------------------------------------------------------------------------------- | -------------------- | --------- | -------------- | ---------- | ------------- | ------------- | ------------------------ | -------------------- | ---------- | ---------- | ---------- |
| 1950                                                                            | 90 220               | 562 182   | 16.0           | 63         | 5             | 58            | 1432                     |                      | 7          | 77         |            |
| 1970                                                                            | 183 486              | 445 923   | 41.1           | 59         | 14            | 45            | 3109                     |                      | 60         | 92         | 17         |
| 1980                                                                            | 300 070              | 514 764   | 58.3           | 66         | 13            | 53            | 4546                     |                      | 65         | 122        | 19         |
| 1990                                                                            | 407 863              | 723 000   | 56.4           | 78         | 36            | 42            | 5229                     |                      | 63         | 133        | 20         |
| 1999                                                                            | 526 197              | 728 119   | 72.3           | 99         | 57            | 42            | 5315                     |                      | 48         | 161        | 19         |
| 2000                                                                            | 500 482              | 696 292   | 71.9           | 106        | 76            | 30            | 4721                     |                      | 37         | 155        | 19         |
| 2001                                                                            | 518 875              | 705 233   | 73.6           | 108        | 77            | 31            | 4804                     |                      | 42         | 175        | 19         |
| 2002                                                                            | 720 880              | 902 802   | 79.8           | 88         | 61            | 27            | 8191                     |                      | 35         | 173        | 20         |
| 2003                                                                            | 525 102              | 830 333   | 63.2           | 91         | 62            | 29            | 5770                     |                      | 38         | 164        | 19         |
| 2004                                                                            | 997 620              | 1 415 730 | 70.5           | 99         | 68            | 31            | 10 076                   |                      | 46         | 185        | 21         |
| 2006                                                                            | 1 038 778            | 1 475 128 | 70.4           | 95         | 64            | 31            | 10 934                   |                      | 52         | 174        | 20         |
| 2013                                                                            | 1 276 104            | 1 631 412 | 78.2           | 111        | 77            | 34            | 11 496                   |                      | 45         | 183        | 23         |
| 2016                                                                            | 996 465              | 1 638 782 | 60.8           | 104        | 83            | 21            | 9581                     |                      | 31         | 195        | 23         |
| 2019                                                                            | 1 089 000            | 1 790 000 | 60.8           | 118        | 88            | 30            | 9228                     |                      | 38         | 185        | 23         |
| 2021                                                                            | 958 255              | 1 421 726 | 67.4           | 119        | 88            | 31            | 8052                     |                      | 52         | 196        | 24         |
| Fuente: Catholic-Hierarchy, que a su vez toma los datos del Anuario Pontificio. |                      |           |                |            |               |               |                          |                      |            |            |            |

## Episcopologio
- Reginaldo van Schoote, O.P. † (1912-1922 falleció)
- Emilio Rolin, O.P. † (1922-1924 falleció)
- Robert Constant Lagae, O.P. † (27 de noviembre de 1924-febrero de 1948 renunció)
- François Oddo De Wilde, O.P. † (11 de marzo de 1948-19 de febrero de 1976 falleció)
- Ambroise Uma Arakayo Amabe † (19 de febrero de 1976 por sucesión-1 de abril de 1989 falleció)
- Emile Aiti Waro Leru'a † (25 de septiembre de 1989-24 de marzo de 1994 renunció)
- Charles Kambale Mbogha, A.A. † (6 de diciembre de 1995-13 de marzo de 2001 nombrado obispo de Bukavu)
- Julien Andavo Mbia, desde el 1 de febrero de 2003